# Championnat de France de football gaélique 2013
 (juillet 2025).
Si vous disposez d'ouvrages ou d'articles de référence ou si vous connaissez des sites web de qualité traitant du thème abordé ici, merci de compléter l'article en donnant les références utiles à sa vérifiabilité et en les liant à la section « Notes et références ».
Navigation
Édition précédente Édition suivante
Le Championnat de France de football gaélique 2013 est la 8e édition du championnat de football gaélique organisé en France. Il regroupe les équipes de :
- Clermont GFC Clermont-Ferrand
- Lugdunum CLG Lyon
- Niort Gaels
- Paris Gaels
- Tolosa Gaels  Toulouse

## Classement
|          | Points | Matchs joués | Matchs gagnés | Matchs perdus | 3 pts pour | 3 pts contre | 1 pt pour | 1 pt contre | Total pts pour | Total pts contre |
| Paris    | 95     |              |               |               |            |              |           |             |                |                  |
| Lyon A   | 68     |              |               |               |            |              |           |             |                |                  |
| Toulouse | 66     |              |               |               |            |              |           |             |                |                  |
| Clermont | 61     |              |               |               |            |              |           |             |                |                  |
| Niort    | 43     |              |               |               |            |              |           |             |                |                  |
| Lyon B   | 11     |              |               |               |            |              |           |             |                |                  |

## 1remanche: Toulouse (23/02/2013)
Le 23 février se tenait la première manche du championnat de France de Fédérale A. Ce tournoi s'est soldé par la victoire de Paris en finale face à Toulouse.

### Résultats
Clermont 1-4 (7) Paris 1-8 (11)
Lyon 0-2 (2) Toulouse 0-11 (11)
Clermont 5-3 (18) Niort 1-2 (5)
Paris 1-11 (14) Lyon 2-6 (12)
Niort 0-2 (2) Toulouse 5-6 (21)
Clermont 4-6 (18) Lyon 1-0 (3)
Paris 2-3 (9) Toulouse 0-5 (5)
Niort 0-1 (1) Lyon 5-9 (24)
Clermont 0-3 (3) Toulouse 2-4 (10)
Paris 4-4 (16) Niort 0-2 (2)
Finale
Paris 2-5 (11) Toulouse 1-4 (7)